# Jonavos sporto arena
Die Jonavos sporto arena ist eine Mehrzweckhalle in der litauischen Mittelstadt Jonava, rund 35 km von Kaunas entfernt. Die Sportarena befindet sich in der Straße Žeimių g. 17 (LT-551) und bietet 6800 m² Fläche. Sie ist die Heimspielstätte des Basketballteams BC Jonava aus der NKL, der zweithöchsten Spielklasse des Landes, sein. Der Hauptsaal wird für Basketball, Handball u. a. Sportarten genutzt.

## Geschichte
Am 22. Juni 2006 genehmigte Gemeinderat Jonava das Konzept  des Projekts „Bau des Unterhaltungs-, Sport- und Wellness-Komplexes und Umbau des Zentralstadions Jonava“. Ziele des Projekts waren die Bedingungen für die Athleten und Sportler zu verbessern, die Basis und die Turnhalle  für Behinderte zu ermöglichen; Anpassung einer Sportbasis und  Zugang für Sportler, aktive Erholung und Business-Development-Services. Direktor der Verwaltung der Gemeinde Jonava wurde für die Entwicklung  verantwortlich. Für die Renovierung und den Bau einer Mehrzweck-Sporthalle wurde Gemeinde Jonava verantwortlich. Man suchte nach einem privaten Investor (des gesamten Komplexes oder seiner Einzelteile). In Frage kam die litauische Unternehmensgruppe Achemos grupė als möglicher Kandidat.
Der neue Gesundheits- und Sportkomplex wird Training für Clubs-Teams der Rajongemeinde Jonava und Schüler des Sportzentrums (der Sportschule) erleichtern, um nach ein hohes Maß an Handwerkskunst zu streben. Man will die Durchführung der internationalen, nationalen und regionalen Sportveranstaltungen und Wettbewerben ermöglichen. Das renovierte Stadion wird den Anforderungen des litauischen Fußballverbands (LFF) entsprechen und die Durchführung nationaler, regionaler und anderer Sport- und Leichtathletik-Wettbewerbe ermöglichen.
Der Bau war in drei Phasen vorgesehen. Zuerst plante man die Arena aus 6 Etagen gebaut, das Stadion Jonava und die Fußballplätze  modernisieren und ausstatten. Die ersten Arbeiten  begannen im Jahr 2010. Weiterhin wird neben dem Unterhaltungszentrum ein Hotel (mit Investitionen der privaten Unternehmen) gebaut werden. Bis 2016  wurde das Tal Joninių slėnis (aus Mitteln der EU-Strukturfonds) erneuert. Der Gesamtwert des Projektes sollte am Anfang sogar etwa 136 Millionen Litas (40 Mio. Euro) betragen.
Die Bauarbeiten wurden von litauischen Unternehmen UAB „LitCon“ (ab August 2010 UAB „Pireka“) und den Partnerfirmen „Fima“, „Struktūra“ und „Kaminta“ ausgeführt. 2013 und 2014 bekam man je 1 Mio. Euro für die Finanzierung der Arbeiten. Im Juni 2015 wurde die Sportarena vom Premierminister Algirdas Butkevičius besucht. Im Juli 2016  widmete das Chemiebetrieb AB Achema 600.000 Euro. Die  Eröffnung wurde zuerst im Oktober 2016 geplant. Sie wurde auf 2017 verschoben.
Entsprechend den Anforderungen gibt es in der Jonava Sportarena einen Vorführraum für Doping-Kontrolle, Raum mit Sauna und Jacuzzi,  geräumige ausgestattete Zimmer Athleten und Konzertteilnehmer, Garderobe,  Café, Konferenzraum mit rund 40 Sitzplätzen, VIP-Raum.